# Quintal Qik
Quintal Qik (auch Quintal Quic oder Quintal Ki'ik) ist ein Stadtteil der osttimoresischen Landeshauptstadt Dili. Der Name bedeutet kleiner (tetum ki'ik) Garten oder Hinterhof (portugiesisch Quintal). Quintal Qik befindet sich in der Aldeia Loceneon (Suco Santa Cruz, Verwaltungsamt Nain Feto). Der Stadtteil liegt grob zwischen der Rua de Quintal Bo'ot im Süden, der Rua de Santa Cruz im Westen, der Avenida da Liberdade de Imprensa und der Avenida Bispo Medeiros im Westen.